# 佐竹氏義
佐竹 氏義（さたけ うじよし）は、戦国時代（室町時代後期）の武将。常陸国に勢力を持つ佐竹氏の一門。

## 生涯
佐竹義藤の長男。山入氏は常陸守護佐竹氏の一族であるが代々宗家との抗争を繰り広げており、父・義藤の代には宗家当主の義舜を太田城から追放するなど宗家に対して優位に立っていた。しかし、明応元年（1492年）に義藤が病死すると、岩城氏の仲介で宗家との間に和議の気運が持ち上がった。翌明応2年（1493年）にはやはり宗家に反発していた佐竹氏庶流の長倉義久が義舜に攻められ降伏、更に岩城氏宿老であった岡本妙誉の工作により、氏義と協力関係にあった江戸通雅・小野崎親通らが離反するなど、山入氏は全盛時の勢いを失いつつあった。
しかし氏義はあくまで義舜との対決に固執しており、和議の条件となった太田城の返還を行なわず、明応9年（1500年）に孫根城の義舜を金砂城に逐い、さらに義舜が居城としていた金砂城を攻めた。この戦いで氏義は義舜を自害寸前まで追い詰めたが、天候の変化に乗じた義舜が反撃に出たために山入勢は散々に打ち破られて撃退されてしまった。
その後、岳父の岩城常隆の後援を得た義舜は体勢を立て直す一方で、氏義の劣勢は明らかとなり徐々に本拠地の太田城に追い詰められていった。
永正元年（1504年）、遂に義舜は山入氏に止めを刺すべく太田城に攻め込んだ。籠城戦の末に太田城は陥落し、氏義と子の義盛は山入氏庶流の小田野義正に捕えられたと伝えられる。氏義らは下野茂木で斬られ、その死によって高祖父与義の代から5代約90年にわたって続いていた山入の乱はようやく終結した。山入氏は滅亡したが、小田野氏・高柿氏・国安氏などの庶流は生き残り、佐竹宗家の家臣として存続した。

## 参考資料
- 冨山章一『奥七郡から出発: 茨城・常陸佐竹氏の軌跡』学研プラス、2017年4月28日。ASIN B071RL7KLT。ISBN 978-4292001273。